# Fédération basse-saxonne de football

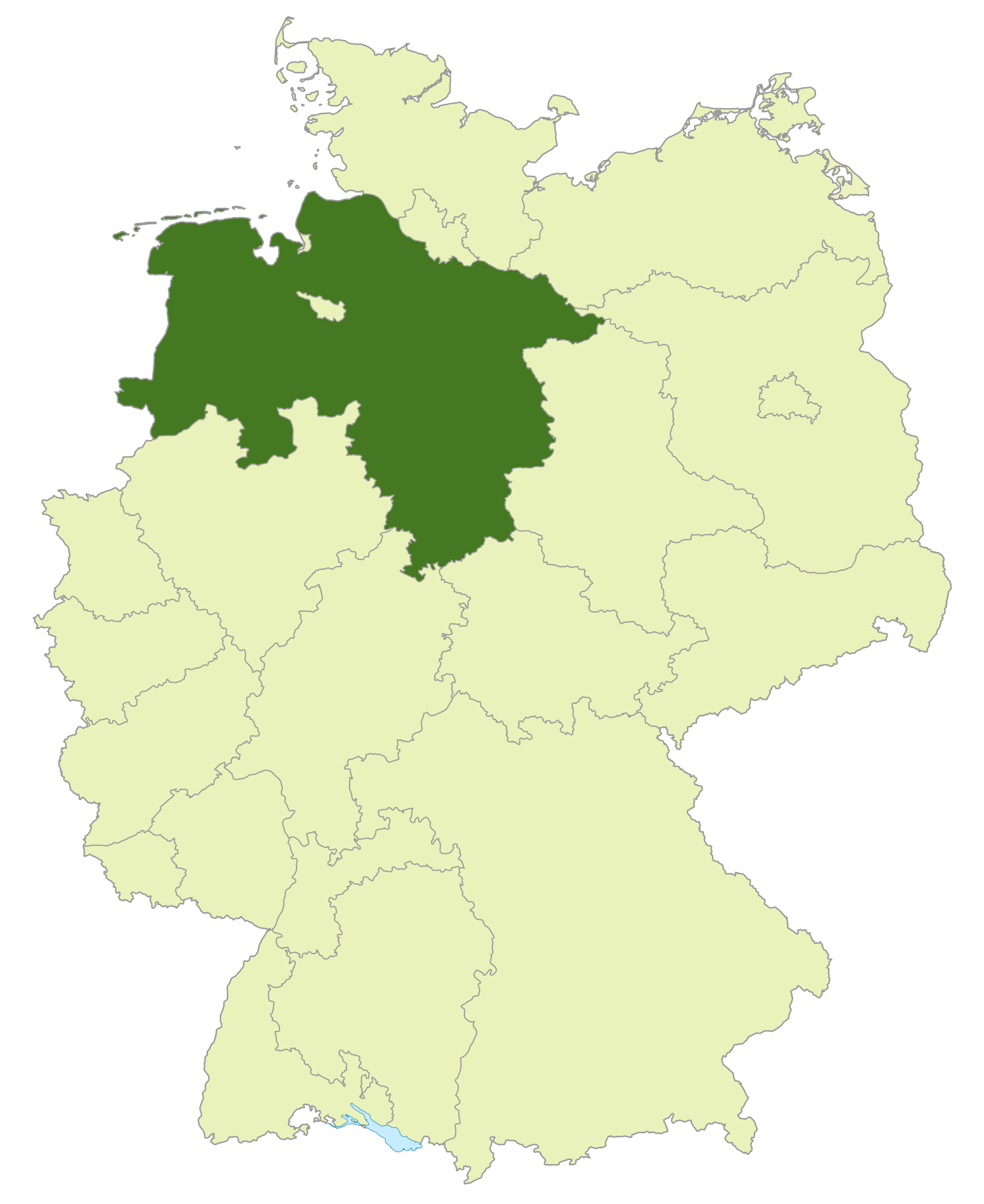
Localisation du territoire de la Niedersächsischer FV

La Fédération basse-saxonne de football (NFV, en Allemand : Niedersächsischer Fußballverband) est une fédération régionale de football, membre de la DFB, subalterne de la Norddeutscher Fußball-Verband (NFV)
La NFV (qui a le même sigle que son organisme directement supérieur) couvre le territoire de la Basse-Saxe et compte 612 424 licenciés répartis dans 2 701 clubs (2023).

## Histoire

### Verband Hannoverscher Ballspiel-Vereine  (VHBV)
Les racines de l’actuelle Niedersächsischer FV remontent à la création de la Verband Hannoverscher Ballspiel-Vereine (VHBV), une ligue locale à la ville de Hanovre et de ses environs le 1er juillet 1903.
Huit clubs furent à la base de la création de la VHBV :
- ARBV Hannover
- FC Hannover 96
- FC Eintracht 1898 Hannover
- FV Hannovera 1898
- FV Germania 1902 Hannover
- SC 1902 Hannover
- SV Niedersachsen 1903 Hannover

Peu après, la fondation, la VHBV accueillit deux autres cercles, le BV Hannover et le SV Kleeblatt 1896 Hannover.
Malgré la présence et la création de nombreux clubs, le football tarda à s'implanter et à s'imposer dans la région de Hanovre où il fut dominé par la rugby à XV.
La VHBV organisa son premier championnat en 1903-1904. Le premier champion fut le Akademische Ballspiel und Rund Verein Hannover qui participa ensuite au tour final du championnat national. Il fut écrasé (11-0) au premier tour par le  SC Germania 87 Hamburg, champion de la Hamburg-Altonaer Fußball Bund.
Le 15 avril 1905, la VHBV devint une des fondatrices de la Norddeutscher Spiel-Verband (NSV). À partir de septembre 1906, les clubs de l'ancienne VHBV composèrent le Bezirk VII Hannover de la NSV.
- Championnats de la VHBV
- 1904 : ARBV Hannover
- 1905 : FC Hannover 96
- 1906 : FC Hannover 96

### Fußballbund für das Herzogtum Braunschweig
La Fußballbund für das Herzogthum Braunschweig (FfdHB) fut une fédération local fondée le 7 mai 1904 par cinq clubs de la ville de Brunswick et de ses environs :
- FuCC Eintracht 1895 Braunschweig
- FC Viktoria 1900 Braunschweig
- FC Einigkeit Braunschweig
- FC Fortuna 1901 Wolfenbüttel
- FV 1902 Helmstedt

En avril 1905, la FfdHB fit partie des fondatrices de la Norddeutscher Spiel-Verband (NSV) et en devint le Bezirk VI à partir de 1907.
À la suite de la Première Guerre mondiale, le football ne reprit totalement ses droits qu'à partir de 1919. Lors de la saison 1918-1919, un championnat local fut organisé.
- Championnats de la FfdHB
- 1904 : FuCC Eintracht 1895 Braunschweig
- 1905 : FuCC Eintracht 1895 Braunschweig
- 1906 : FuCC Eintracht 1895 Braunschweig
- 1919 : Sportfreunde 04 Braunschweig

### Verband Wilhelmshavener Ballspielvereine
La Verband Wilhelmshavener Ballspielvereine (VWBV) fut créé le 25 septembre 1905, dans les Heppenser Bürgergarten, dans la ville de Wilhelmshaven par clubs :
- FC Wilhelmshaven
- FC Preußen Wilhelmshaven
- FC Viktoria Wilhelshaven
- FC Frisia 1903 Wilhelmshaven
- FC Comet 1905 Rüstringen (renommé FC Deutschland Wilhelmshaven peu après).

Les trois premiers clubs cités ci-dessus se regroupèrent avec le FC Deutschland Wilhelmshaven en 1906.
La VWBV rejoignit directement la Norddeutscher Spiel-Verband (NSV), fondé en avril de cette même année.
Le premier Président de la VWBV fut Alfred Vierke. D'un point de vue technique, à cette époque, la VWVB dépendit de la Bremer Fußball-Vereine jusqu'en  1907 moment où la  der VWVB fut dissoute en tant que fédération indépendante. Elle devint alors le Bezirk IX de la NSV. Cette même année 1907, fut fondé le  Marine-Sportclub qui fut renommé VfB Wilhelmshaven après la Première Guerre mondiale. Ce club forma en 1924 avec le Wilhelmshaven SV 1906 puis en 1939 fusionna avec le VfL 1905 Rüstrigen pur devenir le SpVgg Wilhelmshaven 05.
De nos jours, dans la Tradition, la zone de la VWBV est la Kreis Wilhelmshaven de la Niedersächsischer Fußballverband (NFV). Elle compte 12 clubs membres.
- Championnats de la VWBV
- 1906 : Frisia Wilhelmshaven
- 1907 : ???

### Niedersächsischer Fußball-Verband 1910
La Niedersächsischer Fußball-Verband 1910 fut une fédération locale créée dans la région d'Osnabrück/Bielefeld vers la fin janvier et le début février 1910.
Le but des clubs promoteurs de cette fédération était d'avoir une autre solution que celle de jouer dans la région qui leur était attribuée, depuis 1907, à savoir la Bezirk VII de la Westdeutschen Spiel-Verband (WSV).
À partir du 13 février 1910, neuf clubs d'Osnabrück, de Bielefeld, de Bielefeld-Brackwede, de Bielefeld-Schildesche et de Bramsche, composèrent la 1.Klasse (division la plus haute) alors que le FC Germania Osnabrück et huit équipes "Réserves" formèrent la 2.Klasse.
En raison du début tardif, le championnat ne se joua qu'en un seul tour. Le 8 mai 1910, le leader de la 1.Klasse était le FC Britannia Brackwede. Des contestations émanèrent de plusieurs clubs, si bien que le classement ne fut jamais totalement officialisé.
L'entente ne régnant pas entre les clubs, il n'y eut pas de championnat 1910-1911, au sein d'une fédération rapidement dissoute (mais la date exacte n'est pas connue).
- Championnats de la NFV 1910

| - 1910 : FC Britania Brackwede (sous réserves) |

### Norddeutscher Spiel-Verband
De 1907 à 1933, la Norddeutscher Spiel-Verband (NSV) présida aux destinées du football dans toute la région Nord, avec délégation de pouvoir à certains comités locaux.
Après l'arrivée au pouvoir des Nazis, toutes les fédérations régionales de football existantes furent dissoutes. Les clubs de la région furent versés dans la Gauliga Niedsersachsen. En 1942, cette ligue fut scindée en deux : la Gauliga Weser-Ems et la Gauliga Braunschweig/Süd Hannover. En 1943, celle-ci fut une nouvelle fois partagée en deux.
Après la défaite de l'Allemagne nazie, la Basse-Saxe fit partie de la zone d'occupation britannique. Les autorités militaires autorisèrent la constitution d'une fédération de football qui, le 3 juillet 1947 devint la Niedersächsischer Fußballverband.

## Organisation

"Découpage administratif du Länder de Basse-Saxe"

La NFV est administrativement subdivisée quatre districts (Bezirken) : Bezirk Braunschweig, Bezirk Hannover, Bezirk Lüneburg, Bezirk Weser-Ems. Ces districts sont eux-mêmes partagés en un total de 47 arrondissements (Kreise).

## Ligues
La NFV gère l'Oberliga Niedersachsen, initialement partagée en deux groupes Est et Ouest, puis regroupée en un seul groupe. Il s'agit d'une ligue de niveau 5, située sous les Regionalligen.
Sous ce niveau, les étages successifs sont joués par Bezirk (districts) : (Brunswick, Hannover, Lüneburg, Weser-Ems).
Au niveau 6, les 4 séries de Landesliga précèdent la Bezirksliga (niveau 7) composée de 4 séries (5 dans le district de Brunswick).
Le niveau 8 est la Kreisliga (jusqu'à 14 groupes par district). Ensuite à partir du niveau 9 viennent les Kreisklassen.

## Clubs phares
Parmi les clubs les plus réputés et le plus titrés de la Niedersächsischer F-, citons :
- Braunschweiger TSV Eintracht
- Hannover SV 96
- SV Arminia Hannover
- VfL 1899 Osnabrück
- VfL Wolfsburg

Drapeau du Land de Basse-Saxe
Armoiries du Land de Basse-Saxe

### Les autres fédérations subalternes de la NFV
- Bremer Fußball-Verband (BFV)
- Hamburger Fußball-Verband (HFV)
- Schleswig-Holsteinischer Fußball-Verband (SHFV)